# Monte Ceremai
Monte Ceremai (en indonesio: Gunung Ceremai; también escrito Cereme o Ciremai) es un estratovolcán simétrico que se encuentra en el oeste de Java, en Indonesia. Tiene una caldera llamada Geger Halang que mide 4,5 km de largo por 5 km de ancho, y se encuentra en la cumbre. Las erupciones son relativamente poco frecuentes a lo largo del tiempo, pero la actividad explosiva y lahares de la cumbre han sido registradas en el pasado. Ceremai es la montaña más alta en el oeste de Java. El nombre Cereme o Ciremai se deriva de la palabra local para la grosella estrellada (Phyllanthus acidus).